# Похот, предпазливост
„Похот, предпазливост“ (на китайски: 色戒) е тайвански филм от 2007 година, исторически еротичен трилър на режисьора Анг Лий по сценарий на Уан Хуейлин и Джеймс Шеймъс, базиран на едноименния роман на Джан Айлин.

## Сюжет
В центъра на сюжета е терористична група на Гоминдана, която се опитва да ликвидира висш служител на политическата полиция на режима на Уан Дзинуей, като нейна членка става негова любовница. 

## В ролите
| Изпълнител      | Роля                      |
| --------------- | ------------------------- |
| Тан Уей         | Уонг Чиа Чи / госпожа Маи |
| Тони Лян Чаоуей | Господин И                |
| Джоун Чън       | Госпожа И                 |
| Уан Лийхом      | Куан Юмин                 |
| То Цунгхуа      | Стария У                  |

## Награди и номинации
- 2007 – Награда „Златен лъв“ на Филмовия фестивала във Венеция
- 2007 – Награда за кинематография на Филмовия фестивала във Венеция
- 2007 – Номинация за „Златен глобус“ за чуждоезичен филм
- 2007 – Награди на БАФТА за чуждоезичен филм и костюми.[4]